# Kisjön
Kisjön är en sjö i Filipstads kommun i Värmland och ingår i Göta älvs huvudavrinningsområde. Sjön har en area på 0,222 kvadratkilometer och ligger 232 meter över havet.

## Delavrinningsområde
Kisjön ingår i det delavrinningsområde (666231-140906) som SMHI kallar för Utloppet av Djuprämmen. Medelhöjden är 261 meter över havet och ytan är 30,66 kvadratkilometer. Räknas de 10 avrinningsområdena uppströms in blir den ackumulerade arean 163,51 kvadratkilometer. Eriksdalsälven (Upprämmsälven) som avvattnar avrinningsområdet har biflödesordning 3, vilket innebär att vattnet flödar genom totalt 3 vattendrag innan det når havet efter 400 kilometer. Avrinningsområdet består mestadels av skog (69 procent) och sankmarker (12 procent). Avrinningsområdet har 4,03 kvadratkilometer vattenytor vilket ger det en sjöprocent på 13,1 procent.